# Аскари Карс
Аскари (на английски: Ascari) е британска производител на спортни и състезателни автомобили. Фирмата носи името на легендарния италиански автомобилен състезател Алберто Аскари, който е първият двукратен шампион във Формула 1.

## История
Аскари е основана през 1995 г. в графство Дорсет, югозападна Англия. Първият сериен автомобил на фирмата е Аскари Екос, който се сглобява в периода 1998 – 1999 г. Скоро след пускането на модела на пазара холандският бизнесмен Клаас Цварт купува компанията. През 2000 г. е построен нов завод в Банбъри, графство Оксфордшър, централна Англия. Същата година Аскари започва да строи едноименна състезателна писта близо до град Ронда в южна Испания. Вторият шосеен модел на фирмата е KZ1. През 2006 г. е представен Аскари А10. В рубриката „Скоростна обиколка“ на предаването Топ Гиър Аскари А10 държи второто място с време 1:17.3, само две десети от секундата по-бавно от Кьонигсег ССХ.

## Модели

### Шосейни
- FGT, прототип (1995)
- Екос (1998 – 1999)
- KZ1 (2003 – )
- А10 (2006 – )

### Състезателни
- FGT, състезателна версия на прототипа FGT, използвана в британския GT шампионат.
- А410, болид за 24-те часа на Льо Ман.
- KZR-1, подобрена версия на А410.
- KZ1R GT3, състезателна версия на KZ1, използвана в състезанията в клас GT3 на FIA.